# Dörnfeld an der Ilm

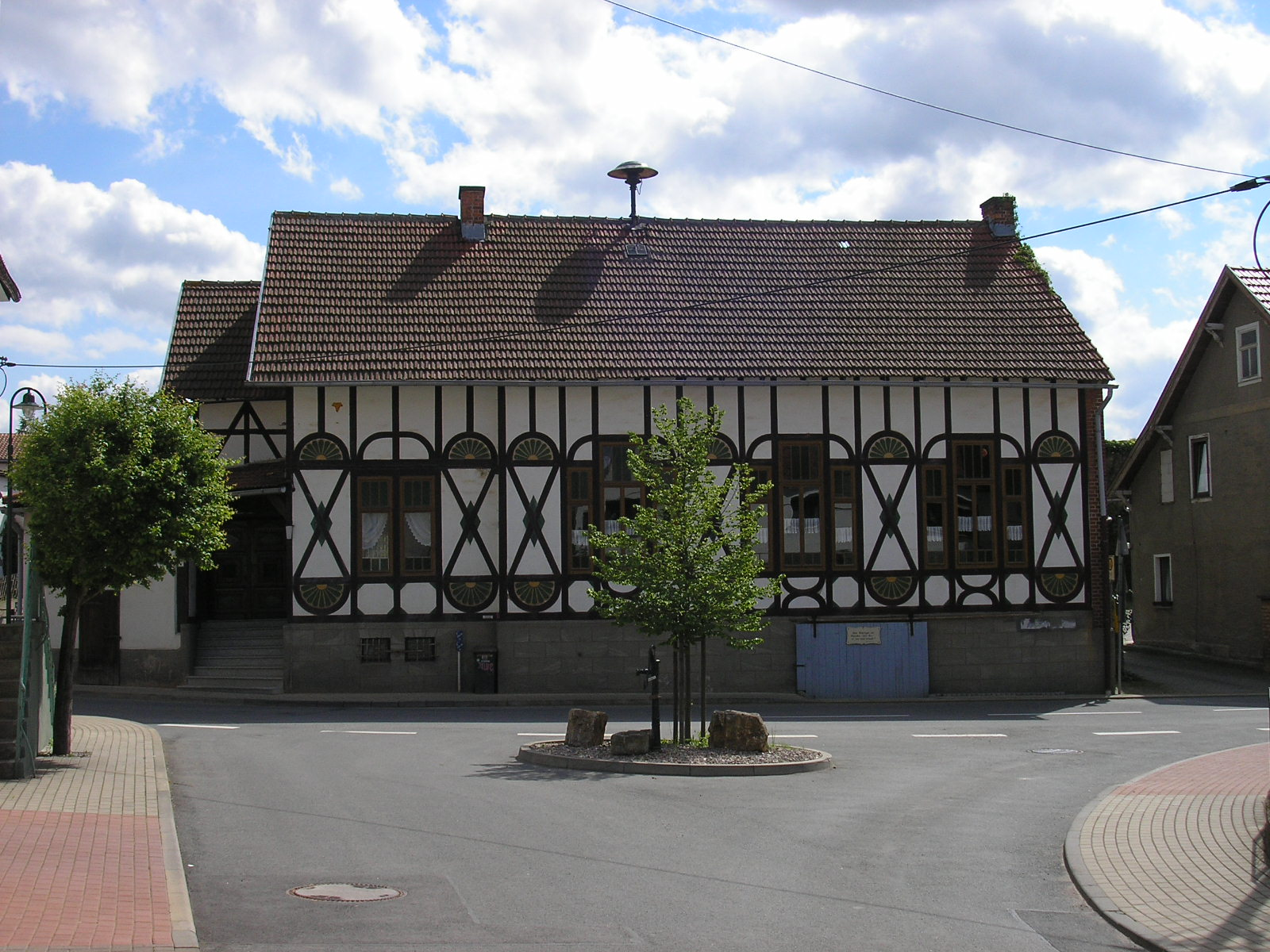
Dorfplatz

Dörnfeld an der Ilm ist ein Ortsteil der Stadt Stadtilm im Ilm-Kreis (Thüringen) mit etwa 180 Einwohnern.

## Geografie

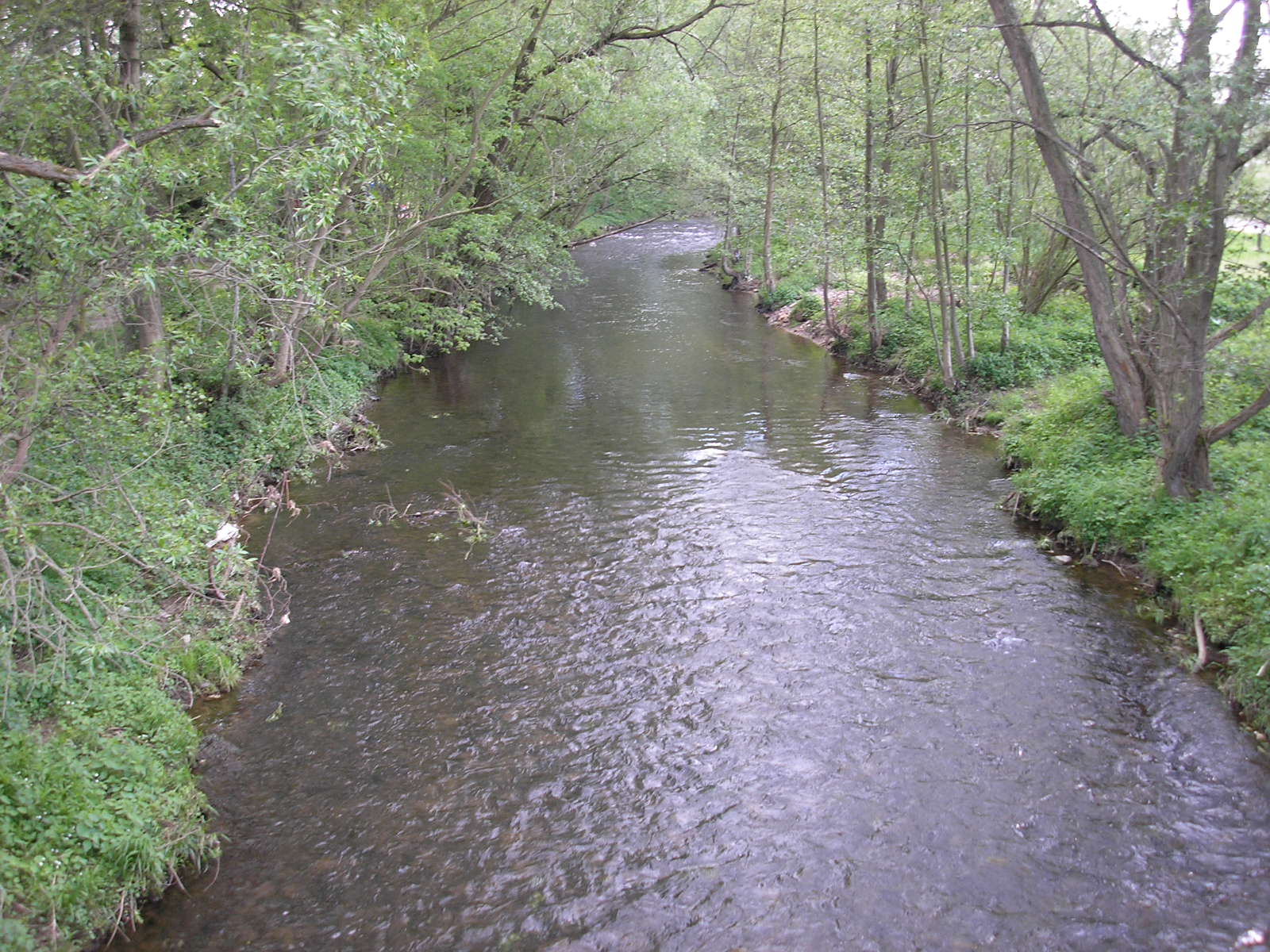
Ilm in Dörnfeld

Dörnfeld liegt in etwa 390 Metern Höhe an der Ilm. Östlich des Ortes erhebt sich der 583 Meter hohe Singer Berg. Dörnfeld ist ein Haufendorf. Es liegt zwischen Thüringer Becken im Norden, Saale-Ilm-Platte im Osten und Thüringer Wald im Süden.

## Geschichte

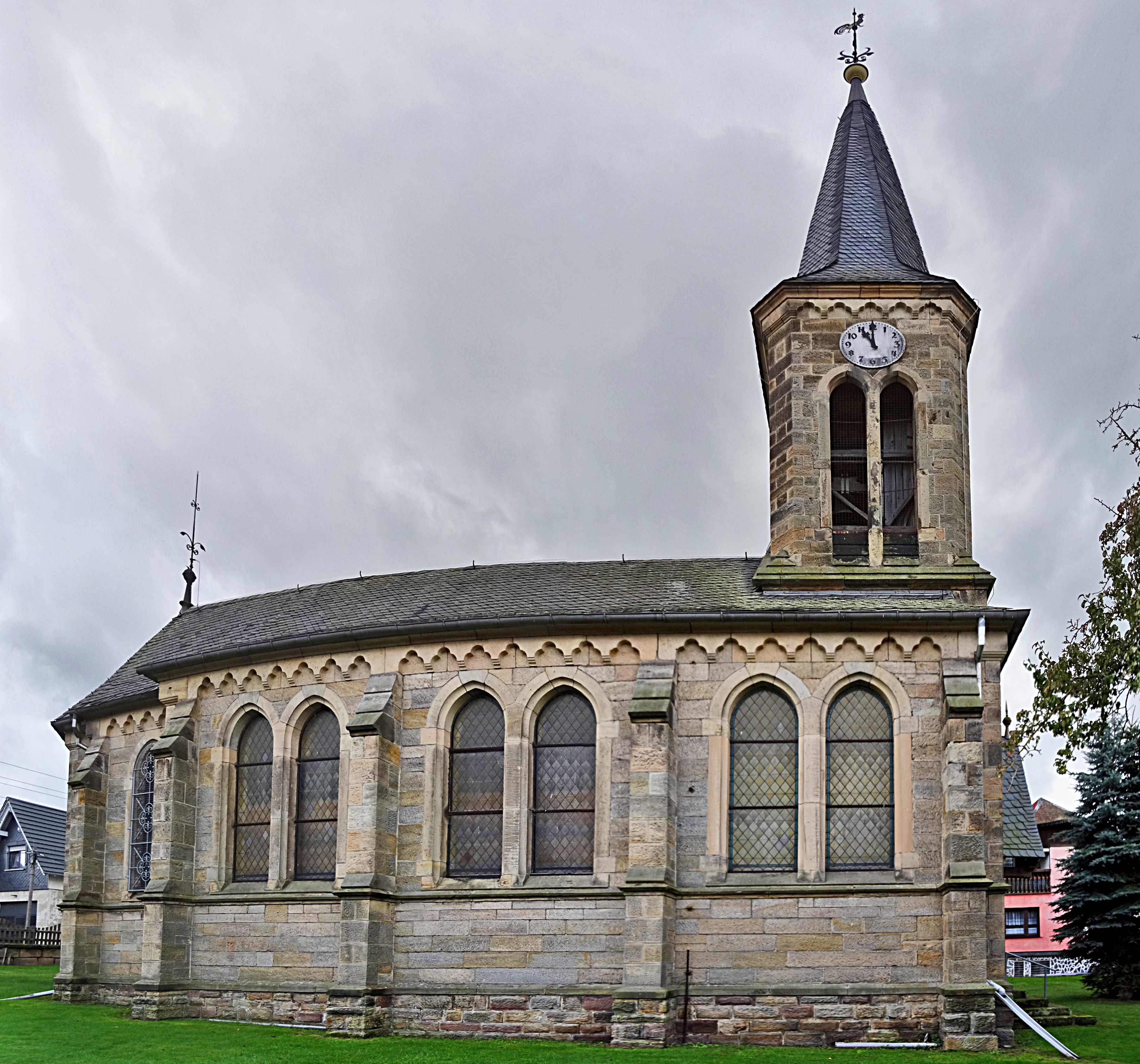
Kirche

Dörnfeld wurde erstmals am 28. Oktober 1285 urkundlich erwähnt. Die quadratische Insel von 26 × 26 m im Teich am Ortsrand trug eine hochmittelalterliche Inselburg neben einem Wirtschaftshof. Es könnte sich dabei um die Burg der 1289 erwähnten Herren von Dornevelt gehandelt haben.
Die  neugotische Kirche stammt aus dem Jahr 1902 und wurde an die Stelle der alten Dorfkirche gesetzt.

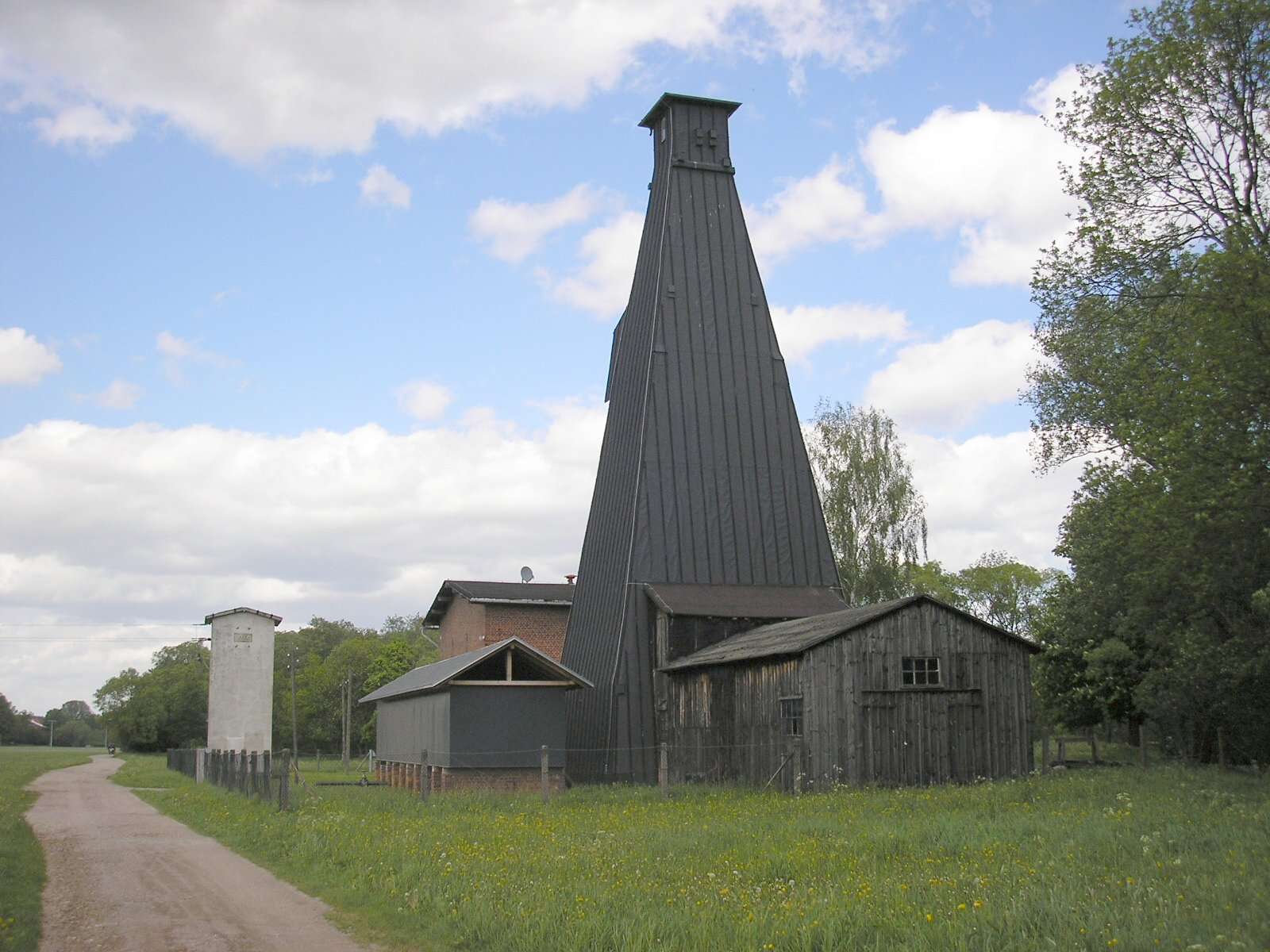
Ehemalige Saline

Von Beginn des 20. Jahrhunderts bis 1999 wurde in Dörnfeld Salz abgebaut. Die Salinentürme sind noch erhalten und stehen unter Denkmalschutz. 
Bis 1920 war der Ort Teil des Amts Stadtilm in der Oberherrschaft des Fürstentums bzw. Freistaats Schwarzburg-Rudolstadt. Von 1920 bis 1952 gehörte er zum Landkreis Arnstadt. Der Landkreis wurde 1952 geteilt und Dörnfeld lag fortan im verkleinerten Kreis Arnstadt. 1994 wurden die Kreise Ilmenau und Arnstadt unter dem Namen Ilm-Kreis wieder vereint. Dörnfeld schloss sich am 6. April 1994 mit anderen Orten der Umgebung zur Gemeinde Singerberg zusammen, welche am 1. Juni 1996 in der Gemeinde Ilmtal aufging. Diese wurde wiederum am 6. Juli 2018 nach Stadtilm eingemeindet.
Im Ort gab es zu DDR-Zeiten ein Pionier-Ferienlager, in dem Kinder ihre Ferienwochen verbracht haben.

## Wirtschaft und Verkehr
Dörnfeld ist, wie die anderen Orte der Gemeinde, landwirtschaftlich geprägt. Es gibt am Südwesthang des Singer Berges ein außergewöhnlich mildes Klima, das auch den Anbau von Spezialkulturen ermöglicht.
Von Dörnfeld aus führen Straßen nach Singen und Cottendorf.
Bis 2005 war Dörnfeld Sitz der Regelschule der Gemeinde Ilmtal. Zum Beginn des Schuljahres 2005/06 wurden sie mit den Regelschulen Stadtilm und Osthausen zu einer gemeinsamen Schule mit Sitz in Stadtilm zusammengeschlossen.

## Freizeit
Dörnfeld liegt am Ilmtal-Radweg. Man kann von hier aus bequem Wanderungen zum Singer Berg unternehmen. Der Ort besitzt einen Reiterhof und ein Schullandheim, welches etwa einen Kilometer südlich des Ortes direkt an der Ilm liegt. In der Dörnfelder Umgebung sind noch zwei unter Denkmalschutz stehende Salinenbohrtürme erhalten. Sie sind schwarz gestrichen und bis zu 15 Meter hoch.
Viele Dörnfelder sind Mitglied in einem der fünf Vereine des Ortes, die einen wichtigen Beitrag zum kulturellen Leben leisten.